# Песни о Любви и Смерти
«Песни о Любви и Смерти» — третий альбом группы «25/17».

## Список композиций
| №   | Название                         | Музыка        | Длительность |
| --- | -------------------------------- | ------------- | ------------ |
| 1.  | «Любовь»                         | Michael Giles | 0:28         |
| 2.  | «Череп и кости»                  | 25/17         | 3:01         |
| 3.  | «Звезда»                         | 25/17         | 4:30         |
| 4.  | «Счастье»                        | 25/17         | 2:42         |
| 5.  | «Полёты»                         | 25/17         | 3:04         |
| 6.  | «Как дети»                       | 25/17         | 2:51         |
| 7.  | «Русская» (уч. Вячеслав Бутусов) | 25/17         | 3:28         |
| 8.  | «Обрез»                          | 25/17         | 3:14         |
| 9.  | «Побег»                          | 25/17         | 3:38         |
| 10. | «Человек с молотком»             | 25/17         | 3:13         |
| 11. | «Путник»                         | 25/17         | 2:57         |
| 12. | «Смерть»                         | Michael Giles | 0:51         |

## Принимали участие
- Вячеслав Бутусов

## Участники записи
- Слова: 
25/17 (1-12), 
«Смерть» – использован отрывок из Откровения Иоанна Богослова (глава 21: стих 4)
- Музыка: 
25/17 (2-11),  
Michael Giles – Sunrise (1,12),  
электрогитара: Ант (2- 5, 7-11), 
акустическая гитара: Тюха (3, 7) 
бас-гитара: Ант (2, 3, 7, 8, 9, 11), 
скрипка: Людмила «Тёща» Махова («Дайте Два») (3, 5), 
скрэтч: DJ Navvy (2, 4), 
бэк-вокал: Людмила «Тёща» Махова («Дайте Два») (3), 
голос: Вадим Демчог (1, 12), 
сведение и мастеринг: Александр Волк (Wolk Recording Studios), 
оформление: Андрей Давыдовский

## Рецензии
Каждый новый альбом дуэта я горазд называть их лучшей работой, с этим бы так не торопился. Достоинства все те же и всем известны: Ант - музыкальная голова, каких поискать, Бледный - глас коллектива, добавляющий ему маскулинности, провокационности и вообще, как-то скрепляющий две понятные стороны во что-то необычное, чем 25/17 сейчас и является. Но даже при наличии отличных песен, качественного прыжка, кажется, не случилось. Зато появилось кое-что не менее интересное.
— Руслан Муннибаев (Rap.Ru)
Все последние проявления группы сложно ограничить исключительно хип-хопом. И "Песни о любви и смерти" — это качественная поп-музыка с весомыми рок-аргументами. Музыканты не раз выражали наследование "русскому року", а рок-герои отмечали близость и выражали симпатии — на предыдущих пластинках совместными номерами отметились Кинчев и Ревякин. Здесь песня "Русская" записана вместе с Вячеславом Бутусовым. Но это не самый интересный опыт альбома. 
Альбом навскидку с меньшим хитовым потенциалом, чем "Зебра", но с не меньшей внутренней силой. И неизбежная "конкуренция" между человеком и стихослагателем, всё больше решается в пользу последнего.
— Андрей Смирнов (Завтра) Архивная копия от 30 октября 2012 на Wayback Machine
Вот свежий альбом: с чудесной обложкой, эстетской фотосессией (где оба участника позируют не хуже Моррисси - в пиджаках и с оружием в руках) и десятком отличных песен. Трогательные "Полеты" и "Как дети", беспроигрышный концертный рок-выход "Череп и кости" и "Русская" (в припеве которой Вячеслав Бутусов неподражаемо пропевает строчку "и потому я сегодня с утра пить водку не буду") способны привлечь публику даже без всякого скандального бэкграунда. Правда, большинство этих песен несут в себе ощущение опасности, страха и неустроенности; чёрный цвет здесь явно преобладает над белым.
— Николай Редькин (Billboard № 6 (55) июнь 2012)

## Интересные факты
- «Счастье» – использован фрагмент песни Земфиры «Припевочка»
- «Полёты» – ремейк песни «Мама» группы «Ртуть»
- «Как дети» – кавер-версия песни «Дети» группы «Ртуть»